# Bisel
Bisel je občina v departmaju Haut-Rhin francoske regije Alzacija.
Leta 2008 je v občini živelo 571 oseb oz. 70 oseb/km².